# Гостовићи (Коњиц)
Гостовићи  је насељено место у Босни и Херцеговини, у општини Коњиц, у Херцеговачко-неретванском кантону које административно припада Федерацији Босне и Херцеговине. Према попису становништва из 1991. у насељу је живјело 76 становника.

## Географија
Наеље се налази у долини Неретвице, сеерозападно од Коњица.
По последњем службеном попису становништва из 1991. године, у насељу Гостовићи живело је 76 становника, припадника све три народности.

## Становништво
| Националност       | 1991.       | 1981.        | 1971.        |
| Хрвати             | 29 (38,16%) | 205 (47,67%) | 142 (51,26%) |
| Срби               | 26 (34,21%) | 39 (9,07%)   | 42 (15,16%)  |
| Муслимани          | 20 (26,32%) | 161 (37,44%) | 92 (33,21%)  |
| Југословени        |             | 3 (0,70%)    |              |
| остали и непознато | 1 (1,31%)   | 22 (5,11%)   | 1 (0,36%)    |
| Укупно             | 76          | 430          | 277          |